# Valle del Coppa
La valle del Coppa è una delle valli del basso Oltrepò Pavese. Inizia a Fortunago, dove comincia a snodarsi tra le colline fino a raggiungere Borgo Priolo, presso cui si unisce ad un'altra valle detta "del Ghiaie di Coppa", "del Ghiaie dei Risi" o, meglio "del Ghiaie di Montalto". Dopo questa unione la valle prosegue fino a sbucare nella Pianura Padana nel territorio di Casteggio.

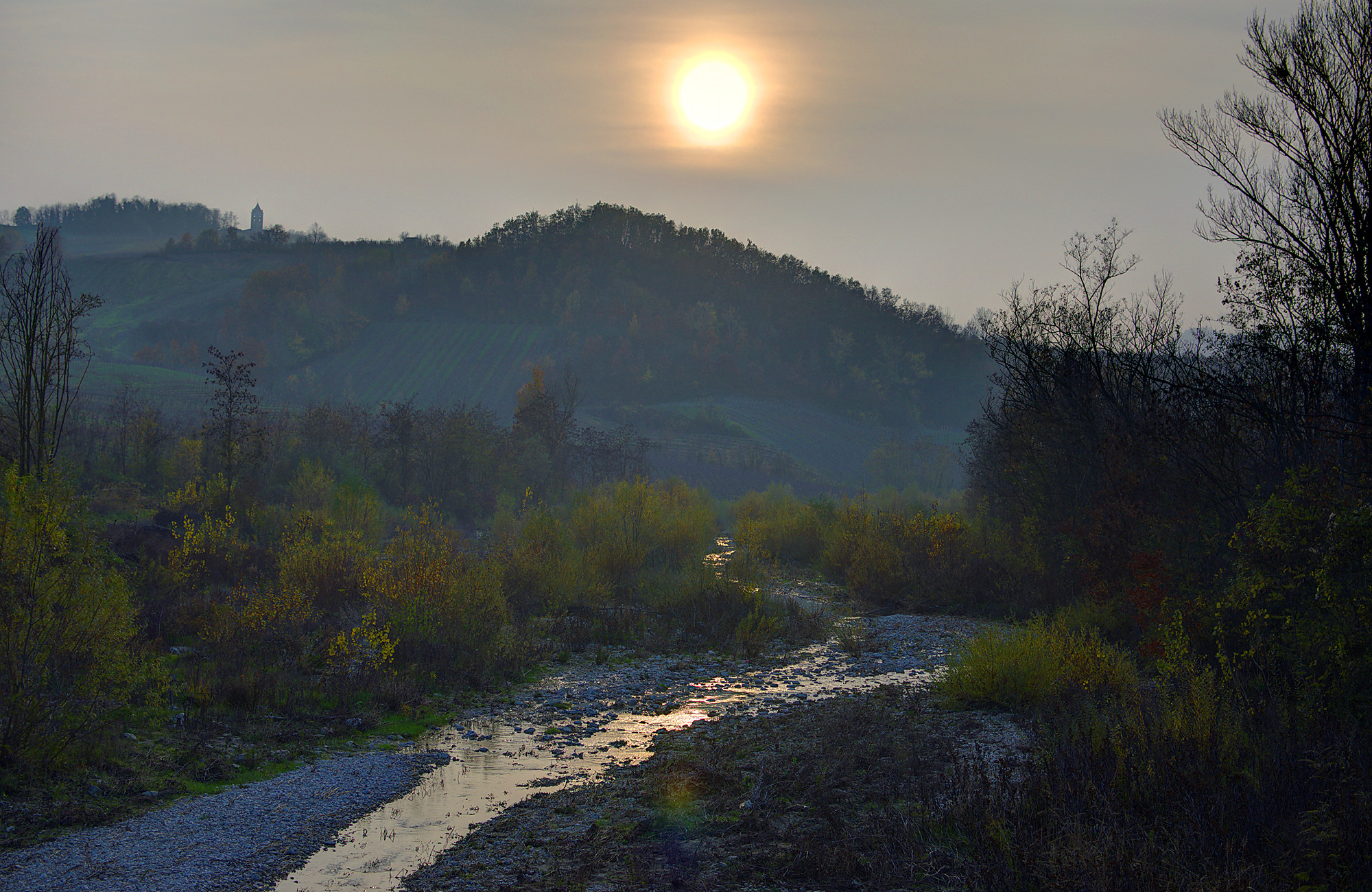
Torrente Ghiaie

## Geografia
Monti
| Monti        | altezza (m) | Luogo                                   |
| ------------ | ----------- | --------------------------------------- |
| M. Reale     | 485 m       | Borgo Priolo                            |
| M. Rivalunga | 482 m       | Borgo Priolo                            |
| M. Morino    | 482 m       | Borgo Priolo                            |
| M. Ceresino  | 433 m       | Calvignano                              |
| M. Fratello  | 388 m       | Borgo Priolo                            |
| M. Boatti    | 343 m       | Casa Boatti-Staghiglione (Borgo Priolo) |

Fiumi
| fiume (o torrente)   | lunghezza (km) | luogo                          |
| -------------------- | -------------- | ------------------------------ |
| Coppa                | 32 km          | Borgo Priolo                   |
| Schizzola            | 10 km          | Schizzola (Borgo Priolo)       |
| Ghiaia di Montalto   | 7,800 km       | Montalto Pavese                |
| Ghiaia di Borgoratto | 7 km           | Borgoratto Mormorolo           |
| Ghiaia dei Risi      | 3 km           | Ghiaia dei Risi (Borgo Priolo) |

## Monumenti e luoghi di interesse
- Castello di Montalto Pavese: costruzione in pietra e mattoni a vista, caratterizzata da quattro torrioni, edificata nell'anno 1595, su ciò che rimaneva di una preesistente rocca medievale, da Filippo Belcredi ad una altitudine di 466 s.l.m. Il castello è cinto da un vasto parco: da segnalare il giardino all'italiana ed il giardino all'inglese. Montalto fu poi degli Strozzi sino al 1617, poi dei Taverna (sino al 1630), indi dei Belcredi sino al termine del Settecento. Dalla metà circa del secolo XIX appartiene ai conti Balduino, i quali provvidero a restaurarlo.
- Castello Beccaria a Montebello della Battaglia: L'attuale edificio appare come una villa barocca e risale al Seicento / Settecento, sulla sede di un probabile fortilizio medievale: è di dimensioni considerevoli, con un vasto parco annesso Proprietà privata.
- Castello di Stefanago (Borgo Priolo): Il castello, che sorge sulla cima di un colle, venne riattato nel 1477, ma la torre risale al secolo XII: è sede di una azienda agricola.

## Economia
Nella valle, come del resto in tutte quelle dell'Oltrepò, si trova un'intensa coltivazione di vigneti, anche se inferiore a quella presente nell'adiacente valle del Ghiaie di Montalto. La valle difatti segna il confine vitivinicolo Est-Ovest, ovvero tra la parte orientale, intensamente coltivata a viti, e quella occidentale della valle Staffora, dominata dai pascoli.
Sono coltivati soprattutto la vite (Oltrepò Pavese (zona vitivinicola)), ciliegie e barbabietole di zucchero.
Nella fascia collinare, ricca di vigneti, vi sono molte cantine, che danno lavoro ad una discreta quantità di residenti e muovono un discreto giro d'affari.
Nella fascia montana, lavorano ancora piccoli produttori di formaggi, miele, salumi, frutta, produttori che hanno scelto di allevare animali autoctoni in via d'estinzione, produttori che con il loro operato lottano contro l'abbandono del territorio e contribuiscono al recupero dei terreni incolti, e ristoratori che utilizzano questi prodotti per riproporre i piatti tipici.
Alcuni vendono altri prodotti tipici di questo territorio che sono localmente chiamati: i "Brasadè" e la Schita.

## Viabilità
L'infrastruttura della valle, ovvero la Strada Provinciale 203 "della Valle del Coppa", ha inizio tra Casteggio e Montebello della Battaglia, ed ha termine nella Località Cappelletta di Fortunago, ma c'è anche la possibilità di proseguire verso il Passo del Carmine; la strada non è molto larga, ed è per questo che gli autocarri di una certa larghezza sono praticamente costretti a transitare sulla strada della valle del Ghiaie di Montalto o sulla strada della Val Versa.
È presente anche un passo: il Passo del Carmine, nel comune di Ruino, alto 600 m.

## Amministrazione
La "Comunità Collinare Val Coppa" è un consorzio sovracomunale della provincia di Pavia (130 km²) situato a est del fiume Coppa e a sud del fiume Po.
La comunità è costituita dai comuni di: Borgo Priolo, Borgoratto Mormorolo, Montalto Pavese, Fortunago, Ruino, Calvignano e Rocca Susella.
Montesegale e Montebello della Battaglia ancora non ne fanno ufficialmente parte.
| Stati:                  | Italia                            |
| ----------------------- | --------------------------------- |
| Regioni amministrative: | Lombardia                         |
| Territorio:             | 7 comuni della provincia di Pavia |
| Capoluogo:              | Borgo Priolo                      |
| Superficie:             | 130 km²                           |
| Abitanti:               | 5.257                             |
| densità ab:             | ab. 40,44 km²                     |